# Nấm hoàng bạch
Nấm hoàng bạch (danh pháp hai phần: Pleurotus cornucopiae) là một loài nấm trong họ Pleurotaceae. Nấm hoàng bạch là một loài thực phẩm quý. Nấm này được sử dụng làm dược liệu trị các bệnh như ức chế u bướu, chống ung thư, chống thiếu máu. Loài nấm này được nuôi trồng khá phổ biến ở một số nước như Trung Quốc, Nhật Bản, Đài Loan và nhiều nước châu Âu.